# Marianne Jelved

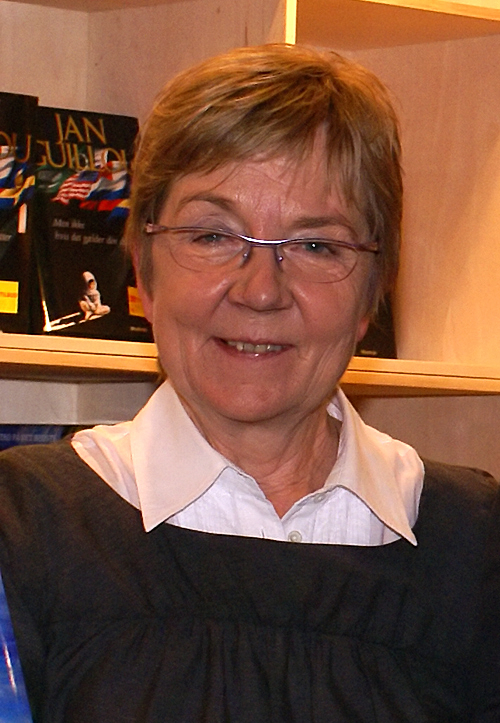
Marianne Jelved

Marianne Bruus Jelved (* 5. September 1943 in Charlottenlund, Gentofte Kommune) ist eine dänische Politikerin der sozialliberalen Partei Det Radikale Venstre (RV). Sie war langjährige Fraktionsvorsitzende und Politische Sprecherin. Am 6. Dezember 2012 kehrte sie als Kulturministerin in das Kabinett zurück.

## Leben
Jelved studierte am Pädagogischen Seminar in Hellerup und war 1967 bis 1987 als Dänisch-Lehrerin tätig.
Seit 1987 ist Jelved mit einer kurzen Unterbrechung 1993/94 Abgeordnete im Folketing. Dort übernahm sie 1988 bis 1993, 2001 bis 2007 und erneut 2011 bis 2012 den Fraktionsvorsitz der RV. Gleichzeitig besetzte sie den wichtigen Posten der Politischen Sprecherin.
Jelved war 1993 bis 2001 Wirtschaftsministerin in den Regierungen Nyrup Rasmussen I,  Nyrup Rasmussen II, Nyrup Rasmussen III und Nyrup Rasmussen IV, seit 1994 zusätzlich Ministerin für nordische Zusammenarbeit.
2006 erhob die RV den Anspruch, Jelved bei nächster Gelegenheit zur Regierungschefin küren zu lassen. Nach parteiinternen Querelen um diese wenig erfolgversprechende Machtstrategie überließ Jelved der vormaligen Unterrichtsministerin Margrethe Vestager am 15. Juni 2007 die Parteiführung, blieb aber weiter als ausbildungspolitische Sprecherin in der Fraktion aktiv.
Mit der Rückkehr der RV in die Regierung 2011 übernahm Jelved erneut den Fraktionsvorsitz, während die Ministerposten vorzugsweise unter den jungen Nachwuchstalenten der Partei verteilt wurden. Zugleich wirkte sie als Stellvertretende Parlamentspräsidentin im Folketing. Nachdem ihr Parteifreund Uffe Elbæk als Kulturminister zurückgetreten war, übernahm sie am 6. Dezember 2012 diesen Posten.